# 誘惑 (GLAYの曲)
「誘惑」（ゆうわく）は、GLAYの13枚目のシングルである。
アートワークは、イエロー・グリーンのプラケースに曲名入りステッカーが貼付。（「SOUL LOVE」はブラックのプラケース）
店頭渡し特典としてA5サイズの下敷が存在する。

## 収録曲
| 全編曲: GLAY・佐久間正英。 |                         |        |        |
| #                          | タイトル                | 作詞   | 作曲   |
| 1.                         | 「誘惑」                | TAKURO | TAKURO |
| 2.                         | 「Little Lovebirds」    | TERU   | TERU   |
| 3.                         | 「誘惑 (instrumental)」 |        |        |

### 楽曲解説
1. 誘惑
  - TDK「ミニディスク XAシリーズ」CMソング。
  - ライブでの定番曲であり、TAKUROも「「誘惑」という曲は、やっぱり僕たちの活動の基盤はライブにあると思っていますので、そのライブでキレられる曲っていう、まあ起爆剤になる曲になればいいなと思って作ったんですけど。」と語っていた[2]。同時発売となった「SOUL LOVE」とは対をなすような、ハードなロックナンバーとなったが、これについてもTAKUROは「(「SOUL LOVE」のような)そういった普遍的な良い歌を、本当に教科書に載っちゃうような、そういう歌を作りたいなと思う反面、やっぱりロックの持つ華やかさとか刹那的なものっていうものに対する憧れも、10代のころからずっと強く思い続けていて。そういうところから、コンサートでみんなと盛り上がれる…まあそれは幻想かもしれないんですけれども、たった2時間の幻想かもしれませんが、そういったはかないものに対する憧れをみんなで分かち合えたらなっていう。ちょっと難しい言い方になってしまいましたけど、そういう気持ちで作ったんですが。でもわりと僕がほかのメンバーを見ても思うし、GLAYっていうものに対しても思うんですが、去年のツアーぐらいからものすごいたくましくなってきて、すごい強さを秘めていたので、自分にとってこの2枚っていうのは変化というよりも、より進化したっていう、そういった印象が、出来上がった」と語っていた[2]。
  - TAKUROは2024年11月3日に放送された音楽番組『EIGHT-JAM』の中で、T.M.Revolutionの『WHITE BREATH』からインスピレーションを受けて、この曲を作曲したことを明かしている[3]。
  - また、当時交流がなく音楽性も異なるにもかかわらず、ヒットを飛ばしたタイミングが近かったこともあり、GLAYはロックバンドのL'Arc〜en〜Cielとよく比較されるようになっていた。L'Arc〜en〜Cielのボーカルのhydeはのちに「そういう風（ライバル）に見られてますけど、特に喋ったこともなくて…一緒にテレビ番組出たら変に距離感がある。[4]」とこの当時のGLAYの印象について語り、特段本人は意識していたわけでなく[4]、周囲が勝手にライバル関係にしていたことを明かしている。そしてTERUは、L'Arc〜en〜Cielについて「デビューは一緒だけど、93年に大宮のライブハウスで、対バンして。ぼくらは函館から出て間もないので、ラルクを見て勉強しろって舞台袖で見てろって言われましたね。[5]」と語っている。2002年ごろにTERUとTAKUROは、初めてhydeと食事をし、プライベートで友人関係になっている（TERU曰く「皆さんが想像する以上に仲が良いです。[5]」）。ちなみに2007年12月26日に行われた『JACK IN THE BOX 2007』ではTERU、TAKUROがhydeとセッションし、この曲とL'Arc〜en〜Cielの楽曲『HONEY』をTERUとhydeのツインボーカルで披露している[6]。
  - この曲で2度目の『NHK紅白歌合戦』に出場したほか、2024年に同番組に出演が決まったのち、この曲を演奏することも発表された[7]。ちなみに、同番組で演奏した際には、アウトロをJAY(ENHYPEN)バージョンにして披露した[8]。
2. Little Lovebirds
  - 作詞・作曲はTERUが担当した。
3. 誘惑 (instrumental)

## タイアップ
- TDK「ミニディスク」CMソング。（#1）

## パフォーマンス
2007年12月26日に行われた『JACK IN THE BOX 2007』にてhyde（L'Arc〜en〜Ciel）とTERU、TAKUROがセッションし、「誘惑」と「HONEY」をツインボーカルで披露した。
また、2018年に行われたウカスカジー主催のイベント『MIFA Football Park 4th anniversary party 〜MIFA 夏祭り〜』では、シークレットゲストとしてTERUが参加し、桜井和寿（Mr.Children）とともに「誘惑」と「HOWEVER」を披露した。
2024年6月1日には、TikTokの公式アカウントより、JAY(ENHYPEN)とコラボし、この曲を披露した。曲中でJAYはTERUの「Come on, JAY!」という声を合図にギタープレイも披露した。また、同年6月9日のベルーナドームでの公演にもJAYがサプライズ出演、「Whodunit」と共にこの曲も共演した。また、同年7月6日と7日に行われたイベント「PEACEFUL PARK 2024」では7月6日に出演し、「誘惑」をRockon Social Clubとのコラボで披露した。

## チャート成績
本作は「SOUL LOVE」との同時発売で、2週連続でオリコン1位・2位を独占した。1位・2位独占の記録は1970年の藤圭子「圭子の夢は夜ひらく」「女のブルース」、1983年の松田聖子「瞳はダイアモンド/蒼いフォトグラフ」「ガラスの林檎/SWEET MEMORIES」、1992年のサザンオールスターズ「涙のキッス」「シュラバ★ラ★バンバ」に続くオリコン史上4度目の記録である。
前作「HOWEVER」に続いてミリオンセラーを達成し、1998年度のオリコン年間シングルランキング1位を獲得した（プラネット・CDTVでは「夜空ノムコウ」（SMAP）に次ぐ年間2位）。初動売上はシングルでは自身初の80万枚を突破、累計売上は162.6万枚で、GLAYのシングルでは初動・累計ともに「Winter,again」に次いで2番目の売上を記録している。

## 収録アルバム
誘惑
- pure soul
- DRIVE-GLAY complete BEST
- THE GREAT VACATION VOL.1 〜SUPER BEST OF GLAY〜 (再録バージョン)
- THE GREAT VACATION VOL.2 〜SUPER BEST OF GLAY〜
- pure soul Anthology (リミックスバージョン)
- REVIEW II -BEST OF GLAY- (『pure soul Anthology』収録バージョン)
- DRIVE 1993〜2009 -GLAY complete BEST

Little Lovebirds
- rare collectives vol.1
- pure soul Anthology (リミックスバージョン)

## カバー
| 楽曲 | リリース       | アーティスト         | 収録作品                                         | 備考 |
| ---- | -------------- | -------------------- | ------------------------------------------------ | ---- |
| 誘惑 | 2011年11月23日 | HERO                 | 『CRUSH!2 -90's V-Rock best hit cover songs-』   |      |
| 誘惑 | 2012年10月10日 | エリック・マーティン | 『Mr. Rock Vocalist』                            |      |
| 誘惑 | 2020年12月9日  | Fantôme Iris         | 『銀の百合/バンザイRIZING!!!/光の悪魔【Atype】』 |      |